# Chersotis grisea
Chersotis grisea là một loài bướm đêm trong họ Noctuidae.